# Thomas Rolfe
Thomas Rolfe (James Cittie, 30 gennaio 1615 – 1680 circa) è stato un possidente terriero della Colonia della Virginia, di origini inglesi e native americane, unico figlio di Pocahontas e di John Rolfe.

## Biografia
Thomas Rolfe nacque il 30 gennaio 1615 nella tenuta di Varina, appartenente ai Rolfe e situata a James Cittie, nella colonia inglese della Virginia. Era figlio del colono John Rolfe e di sua moglie Pocahontas, nativa americana del popolo Powhatan, convertitasi al cristianesimo col nome di Rebecca. Fu registrato come il primo bambino nato da un europeo e una nativa nella storia della Virginia. La nascita di Thomas inaugurò anche un periodo di pace fra gli inglesi e il popolo Powthan. Nel 1617, dopo la morte di Pocahontas, Samuel Argall, divenuto vice-governatore della colonia, scrisse che il nonno del bambino, Capo Powhatan, "gode del suo paese e della sua amicizia con noi e, seppur piange la morte di sua figlia, è contento che suo nipote viva, seppur lontano, così come ne è contento suo fratello Opachank".
Nel 1616, la famiglia Rolfe, compreso il piccolo Thomas, si recò in Inghilterra a seguito del governatore Thomas Dale, con l'obiettivo di chiedere fondi per lo sviluppo della colonia. Salparono a bordo della Treasurer, capitanata da Samuel Argall, arrivando a Plymouth, in Inghilterra, il 12 giugno 1616. Si imbarcarono per il viaggio di ritorno nel marzo 1617, ma subito dopo la partenza Pocahontas si ammalò gravemente, morendo a Gravesend pochi giorni dopo. Lo stesso Thomas si ammalò e il padre, che temeva non riuscisse a sopravvivere al viaggio in mare, si fece convincere a lasciarlo sotto le cure di Lewis Stukley, che fu nominato suo tutore il 21 marzo 1617, mentre il padre tornava in America. I due non si rividero mai più: Thomas crebbe in Inghilterra affidato allo zio Henry Rolfe, mentre John tornò in Virginia, si risposò con una donna di nome Jane Pierce ed ebbe una figlia, Elizabeth, morendo nel 1622.
Nel suo testamento, datato 10 marzo 1622 e affidato a William Pierce, padre della sua ultima moglie, nominò entrambi i figli co-eredi del suo patrimonio, e Pierce come loro tutore. Nell'ottobre dello stesso anno, Henry Rolfe presento una petizione al Consiglio della Virginia e ottenne una parte dei redditi sui terreni di John, da destinare al mantenimento di Thomas, che rimase sotto la sua tutela fino ai ventun'anni. Thomas effettuò una breve visita in Virginia qualche tempo prima del giugno 1635, pagata da Pierce, e fece ritorno in Inghilterra nel luglio di quell'anno, per poi trasferirsi definitivamente in America nel 1641. Ottenuti la sua parte dei terreni paterni, divenne un rispettato proprietario terriero, noto però soprattutto per la sua eredità materna.
Thomas Rolfe morì intorno al 1680, come testimonia un documento del 1681 che lo identifica come il "defunto signor Thomas Rolfe".

## Matrimonio e discendenza
Thomas Rolfe sposò Jane Poythress, figlia del capitano Francis Poythress, ricco possidente della Virginia, e di sua moglie Alice Payton. Ebbero una figlia: 
- Jane Rolfe (10 ottobre 1650 - 27 gennaio 1676), nata a Varina Farms, nella contea di Charles City[11][14][15]. Jane sposò Robert Bolling (26 dicembre 1646 - 17 luglio 1709) e morta a venticinque anni mettendo al mondo il suo primo e unico figlio:[16]
  - John Bolling (27 gennaio 1676 - 20 aprile 1729). John sposò Mary Kennon (morta nel 1727), figlia di Richard Kennon ed Elizabeth Worsham, ed ebbe sei figli:[16]
    - John Bolling Jr. (1700–1757), sposò prima Elizabeth Lewis nel 1720 e poi Elizabeth Blair (figlia di Archibald Blair e nipote di James Blair), il 1º agosto 1728. Ebbe in tutto nove figli, fra cui John Bolling III, che sposò Mary Jefferson, sorella di Thomas Jefferson. Fra i suoi discendenti si annovera la First lady Edith Bolling.
    - Jane Bolling (1703–1766), sposò il colonnello Richard Randolph nel 1724 ed ebbe sette figli.
    - Elizabeth Bolling (nata nel 1709), sposò William Gay di Scozia e ebbe tre figli.
    - Mary Bolling (1711–1744), sposò John Fleming e ebbe otto figli.
    - Martha Bolling (1713–1737), sposò Thomas Eldridge nel 1729 e ebbe quattro figli.
    - Anne Bolling (1718–1800), sposò James Murray e ebbe sei figli.

Tramite i figli e i nipoti di John, i Rolfe e Pocahontas hanno numerosi discendenti ancora oggi, fra cui diversi degni di nota.
Nel 1641, appena ritornato in Virginia, Thomas espresse il desiderio di conoscere i parenti materni. Essendo all'epoca vietato avere contatti non autorizzati con nativi, scrisse al governatore della colonia per avere il permesso, ma non è noto se ebbe risposta e quale possa essere stata.

## Proprietà
A causa della sua eredità di sangue, uno degli aspetti della vita di Thomas Rolfe giudicati più controversi fu la sua acquisizione dei terreni paterni, per un totale di circa 2000 acri. Sebbene non ci sia prova che le tenute dei Rolfe, chiamate Varina e situate sulla riva inferiore del fiume James, circa venti chilometri a sud di Richmond, includessero terra sottratta ai nativi, è stato sottolineato come il concetto di possesso terriero differisse fra europei e nativi. In più, pochi anni dopo la nascita di Thomas si iniziò a vociferare che avesse diritto a un'ampia parte dei territori Powhatan per volontà stessa dei suoi capi, che glieli avevano riservati "fin dalla nascita". Argall, a Londra, scrisse "Opechanano e i nativi hanno dato il loro Paese al figlio di Rolfe e lo hanno destinato a lui fin dalla sua nascita...".
Il 10 giugno 1654 è documentata una seconda acquisizione di terra da parte di Thomas Rolfe, una tenuta di circa 150 acri a Jamestown, registrata come "il vecchio campo del Forte di Smith e la palude del Bosco del Diavolo dovuti al detto Rolfe per dono del re indiano".
In più, il 5 ottobre 1646, Thomas fu nominato tenente di Fort James, sul lato ovest del Diascund Creek, uno dei quattro forti costruiti come difesa contro i nativi a seguito degli attacchi del 1644. Il documento di nomina gli assegnava 400 acri di terra a patto che, con altri sei uomini, prestasse servizio contro i nativi per un periodo di tre anni: "Ed è inoltre emanato e concesso che [il tenente] Thomas Rolfe avrà e godrà per sé e per i suoi eredi per sempre il forte James alias Chickahominy con quattrocento acri di terreno adiacenti allo stesso, con tutte le case e gli edifici appartenenti al detto forte e tutte le imbarcazioni e munizioni attualmente appartenenti al detto forte; a condizione che Rolfe tenga e mantenga sei uomini sul posto per un periodo di tre anni, per il quale tempo Rolfe e i detti sei uomini sono esentati dalle tasse pubbliche".  L'8 agosto 1653, Thomas Rolfe acquisì ulteriori 525 acri da aggiungere alla sua tenuta di Fort James, tenuta che fu poi rilevata da un certo William Browne il 23 aprile 1681, dopo la morte di Thomas.